# 庫納法

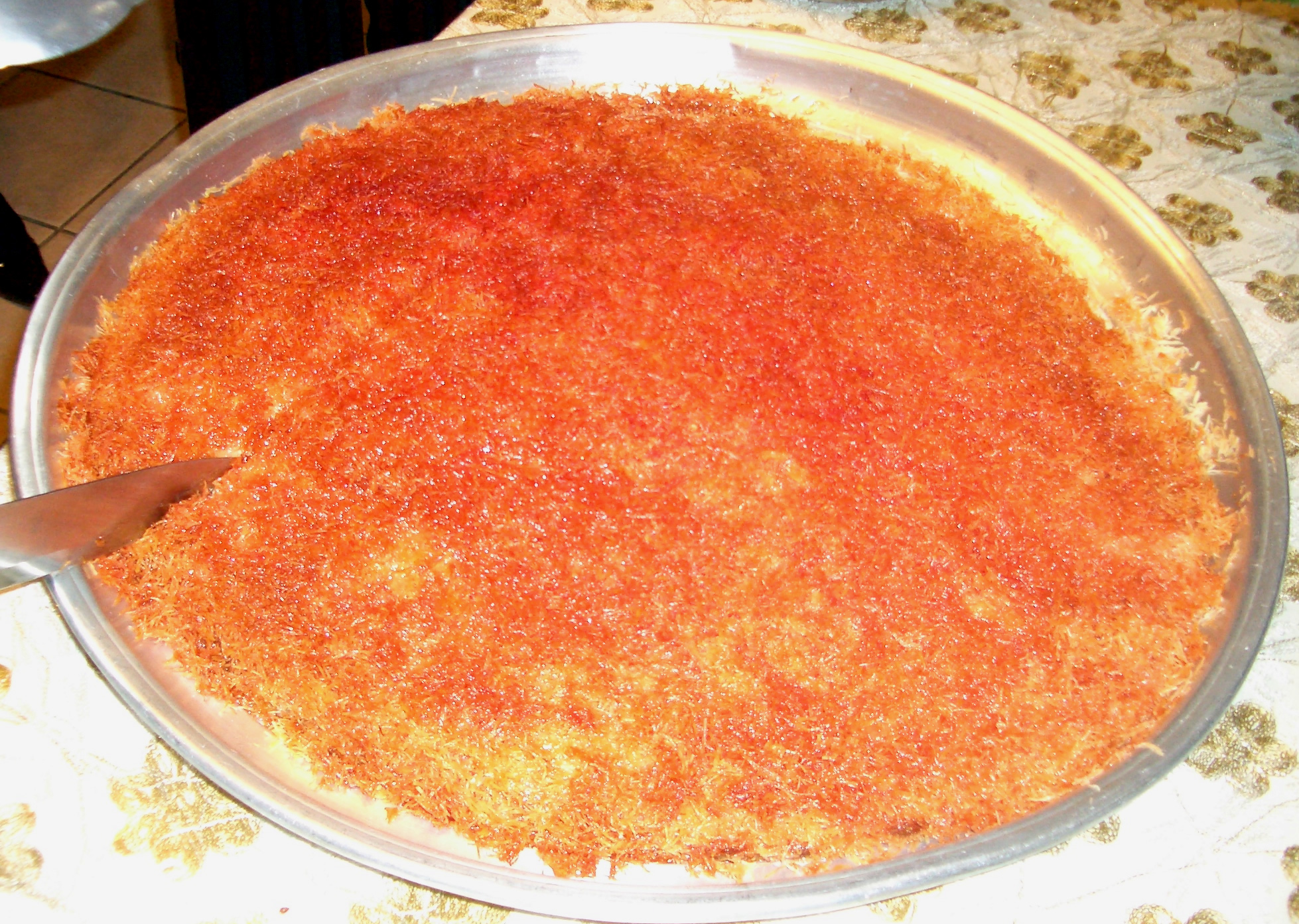
庫納法

庫納法（阿拉伯语：‎）、UNGEGN式：Kunāfah），是流傳於中東與地中海東部的甜點。

## 起源
據信起源於法蒂瑪王朝，並成為穆斯林齋月最著名的甜點。
庫納法在埃及流行很長一段時間。

## 製備
庫納法麵團有三種類型：
- Khishnah (‎)
- Na'ama (‎)，由小麵粉聚集在一起。
- Mhayara(ِِ‎)， Khishnah 和 Na'ama 兩者的混合物。

在埃及，庫納法主要混有碎果仁或肉桂糖粉、奶油或乳酪。
奶酪是放在兩層 kadayif 之間。它們是煮熟的小銅板，送進非常熱的糖漿和奶油 kaymak 或核桃、開心果。

## 世界紀錄
2009年7月18日，世界上最大庫納法在巴勒斯坦的納布盧斯創下金氏世界紀錄。該製作動員了十萬人與170位糕點師傅，75公尺長兩公尺寬，重約1350公斤。